# 제1고사특과단
제1고사특과단(일본어: 第1高射特科団 다이이치고샤톳카단[*], 영어: JGSDF 1st Antiaircraft Artillery Brigade)는 육상자위대 북부방면대 예하 고사특과단이다.

## 역사
1972년 3월 24일, 제1특과단 예하 제1,4고사특과군을 편성하여 제1고사단이 히가시치토세 주둔지에서 창설되었다.
1976년 8월 20일, 제1고사특과단으로 개명되었다.
1985년 7월 1일, 제301무선유도기대가 시모시즈 주둔지에서 시즈나이 주둔지로 이사하고, 7월 15일에 제302무선유도기대를 병합하였다.
1879년 3월 24일, 제301무선유도기대가 제101무인표적기대로 개편되었다.
2000년 3월 28일, 후방지원체제 변경에 따라 정비부문이 북부방면후방지원대 제101고사직접대대로 넘어갔다.
2019년 3월 26일, 제101무인표적기대가 제101무인표적기대로 재편성되었다.

## 편성
- 단 본부 및 본부중대 - 히가시치토세 주둔지
- 제1고사특과군
  - 군 본부 및 본부중대 - 히가시치토세 주둔지
  - 제301고사중대 - 히가시치토세 주둔지
  - 제302고사중대 - 기타치토세 주둔지
  - 제303고사중대 - 시마마쓰 주둔지
  - 제304고사중대 - 시마마쓰 주둔지
  - 제301과사반송통중대 - 히가시치토세 주둔지
- 제4고사특과군
  - 군 본부 및 본부중대 - 나요로 주둔지
  - 제315고사중대
  - 제316고사중대
  - 제171고사중대
  - 제318고사중대
  - 제304과사반송통중대
- 제101무인표적기대 - 시즈나이 주둔지

## 계보
- 1972년 3월 24일
  - 일본어: 第1高射団 다이이치고샤단[*]
  - 영어: JGSDF 1st 1st Anti-aircraft Brigade
- 1976년 8월 20일
  - 일본어: 第1高射特科団 다이이치고샤톳카단[*]
  - 영어: JGSDF 1st Anti-aircraft Artillery Brigade